# Maria Cristina
Maria Cristina – stacja metra w Barcelonie, na linii 3. Stacja została otwarta w 1975.